# Zwitterion

Un aminoacid conține atât centrii acizi (gruparea carboxil), cât și bazici (gruparea amino). Izomerul din partea dreaptă este un zwitterion.

Izomerii acidului sulfamic, în partea dreaptă este zwitterionul.

Un zwitterion (numit și ion amfolit sau ion dublu) este un ion care are o sarcină electrică pozitivă și una negativă în cadrul aceleași molecule. Spre deosebire de o specie chimică amfoteră, care poate fi pe rând cationică sau anionică, un zwitterion are ambele stări ionice simultan.

## Etimologie
Termenul provine din limba germană zwitter, însemnând „hermafrodit”.

## Exemple
Aminoacizii sunt cele mai bune exemple de zwitterioni. Acești compuși conțin grupe amoniu și carboxilat, și pot fi priviți ca rezultând în urma unor reacții acido-bazice intramoleculare în care grupa amină deprotonează acidul carboxilic:
NH
2RCHCO
2H ⇌ NH+
3RCHCO−
2
Structura de zwitterion a glicinei în stare solidă a fost confirmată cu măsurători prin difracție de neutroni. Până la un anumit punct și în anumite cazuri, forma de zwitterion a aminoacizilor persistă și în stare gazoasă.